# Mat Mladin
Mathew Mladin, detto Mat (Camden, 10 marzo 1972), è un pilota motociclistico australiano ritiratosi dall'attività agonistica, sette volte campione in AMA Superbike.

## Carriera
Ha ottenuto nel campionato AMA Superbike molti primati, dal numero di titoli in campionato (sette), alle vittorie di singole gare (82, contro le 32 del secondo posto di Miguel Duhamel), alle pole position (70), alle vittorie in una stagione (12), alle pole in una stagione (12).
Nato a Camden, nei sobborghi di Sydney, vinse con una Kawasaki ZXR 750 il campionato australiano superbike nel 1992, e debuttò nella classe 500 del motomondiale l'anno successivo a bordo della Cagiva C593 del team Agostini, con compagno di squadra lo statunitense Doug Chandler. Nel 1995 un incidente rischiò di costargli un piede.
Entrò nel campionato AMA superbike nel 1996, correndo per la Suzuki, e finì il campionato 4º assoluto. Passò alla Ducati l'anno successivo e ottenne la terza posizione, poi tornò alla Suzuki nel 1998 e ottenne un altro 3º posto. Nel 1999 vinse il campionato. È rimasto sempre alla Suzuki, vincendo anche i titoli 2000, 2001, 2003, 2004, 2005, 2009 e arrivando secondo dopo Ben Spies nel 2006. Mladin è arrivato 2º anche nei campionati 2007, sempre dietro Spies, di un solo punto e 2008 di due punti.
Ha vinto tre volte la Daytona 200 (2000, 2001, 2004) ed ha fatto delle apparizioni come wild card nel campionato mondiale Superbike, ottenendo la pole position a Laguna Seca nel 2003.
Ad agosto del 2009 annuncia il suo ritiro dalle competizioni, decisione presa a seguito di alcune critiche che lo stesso Mladin aveva mosso verso gli organizzatori del campionato statunitense circa la sicurezza nei circuiti.
Chiude la sua carriera agonistica con il suo settimo titolo nel campionato AMA Superbike.

## Risultati in gara

### Campionato mondiale Superbike
| 1992 | Moto     |  |  |  |  |  |  |  |  |  |  |  |  |  |  |  |  |    |    |  |  |  |  |     |   |  |  | Punti | Pos. |
| ---- | -------- |  |  |  |  |  |  |  |  |  |  |  |  |  |  |  |  | -- | -- |  |  |  |  | --- | - |  |  | ----- | ---- |
| 1992 | Kawasaki |  |  |  |  |  |  |  |  |  |  |  |  |  |  |  |  | 10 | 12 |  |  |  |  | Rit | 5 |  |  | 21    | 27º  |

| 1994 | Moto     |  |  |  |  |  |  |  |  |  |  |  |  |  |  |  |  |  |  |  |  |   |     |  |  |  |  | Punti | Pos. |
| ---- | -------- |  |  |  |  |  |  |  |  |  |  |  |  |  |  |  |  |  |  |  |  | - | --- |  |  |  |  | ----- | ---- |
| 1994 | Kawasaki |  |  |  |  |  |  |  |  |  |  |  |  |  |  |  |  |  |  |  |  | 7 | Rit |  |  |  |  | 9     | 39º  |

| 1995 | Moto     |  |  |  |  |  |  |  |  |  |  |  |  |  |  |  |  |  |  |  |  |     |     |   |     |  |  | Punti | Pos. |
| ---- | -------- |  |  |  |  |  |  |  |  |  |  |  |  |  |  |  |  |  |  |  |  | --- | --- | - | --- |  |  | ----- | ---- |
| 1995 | Kawasaki |  |  |  |  |  |  |  |  |  |  |  |  |  |  |  |  |  |  |  |  | Rit | Rit | 9 | Rit |  |  | 7     | 38º  |

| 1997 | Moto   |  |  |  |  |  |  |  |  |  |  |     |     |  |  |  |  |  |  |  |  |  |  |  |  |  |  | Punti | Pos. |
| ---- | ------ |  |  |  |  |  |  |  |  |  |  | --- | --- |  |  |  |  |  |  |  |  |  |  |  |  |  |  | ----- | ---- |
| 1997 | Ducati |  |  |  |  |  |  |  |  |  |  | Rit | Rit |  |  |  |  |  |  |  |  |  |  |  |  |  |  | 0     |      |

| 1998 | Moto   |  |  |  |  |  |  |  |  |  |  |  |  |  |  |     |     |  |  |  |  |  |  |  |  |  |  | Punti | Pos. |
| ---- | ------ |  |  |  |  |  |  |  |  |  |  |  |  |  |  | --- | --- |  |  |  |  |  |  |  |  |  |  | ----- | ---- |
| 1998 | Suzuki |  |  |  |  |  |  |  |  |  |  |  |  |  |  | Rit | Rit |  |  |  |  |  |  |  |  |  |  | 0     |      |

| 2002 | Moto   |  |  |  |  |  |  |  |  |  |  |  |  |  |  |  |  |    |     |  |  |  |  |  |  |  |  | Punti | Pos. |
| ---- | ------ |  |  |  |  |  |  |  |  |  |  |  |  |  |  |  |  | -- | --- |  |  |  |  |  |  |  |  | ----- | ---- |
| 2002 | Suzuki |  |  |  |  |  |  |  |  |  |  |  |  |  |  |  |  | 10 | Rit |  |  |  |  |  |  |  |  | 6     | 33º  |

| 2003 | Moto   |  |  |  |  |  |  |  |  |  |  |  |  |  |  |   |    |  |  |  |  |  |  |  |  |  |  | Punti | Pos. |
| ---- | ------ |  |  |  |  |  |  |  |  |  |  |  |  |  |  | - | -- |  |  |  |  |  |  |  |  |  |  | ----- | ---- |
| 2003 | Suzuki |  |  |  |  |  |  |  |  |  |  |  |  |  |  | 4 | NP |  |  |  |  |  |  |  |  |  |  | 13    | 25º  |

| Legenda | 1º posto        | 2º posto            | 3º posto           | A punti      | Senza punti        | Grassetto – Pole position Corsivo – Giro più veloce |
| Legenda | Gara non valida | Non qual./Non part. | Ritirato/Non class | Squalificato | '-' Dato non disp. | Grassetto – Pole position Corsivo – Giro più veloce |

### Motomondiale
| 1993 | Classe | Moto   |   |    |     |     |    |   |     |  |   |    |    |     |     |   |  | Punti | Pos. |
| ---- | ------ | ------ | - | -- | --- | --- | -- | - | --- |  | - | -- | -- | --- | --- | - |  | ----- | ---- |
| 1993 | 500    | Cagiva | 9 | 10 | Rit | Rit | 10 | 7 | Rit |  | 9 | NP | NP | Rit | Rit | 6 |  | 45    | 13º  |

| Legenda | 1º posto        | 2º posto            | 3º posto            | A punti      | Senza punti        | Grassetto – Pole position Corsivo – Giro più veloce |
| Legenda | Gara non valida | Non qual./Non part. | Ritirato/Non class. | Squalificato | '-' Dato non disp. | Grassetto – Pole position Corsivo – Giro più veloce |